# (215044) Joãoalves
(215044) Joãoalves est un astéroïde de la ceinture principale.

## Description
(215044) Joaoalves est un astéroïde de la ceinture principale. Il fut découvert le 20 février 2009 à Calar Alto par Felix Hormuth. Il présente une orbite caractérisée par un demi-grand axe de 2,42 UA, une excentricité de 0,14 et une inclinaison de 0,9° par rapport à l'écliptique.

## Compléments